# TENKI
TENKI（てんき、1997年8月25日 - ）は、日本の歌手。本名および旧芸名は清水 天規（しみず たかのり）。ボーイズグループ・祭nine.、およびその兄弟グループのBOYS AND MEN、BOYS AND MEN研究生の元メンバーである。Re:label Records所属。
三重県出身。幼少期はセントラルジャパン所属の子役、キッズモデルとして活動して、中学時代にBOYS AND MENのメンバーとして活動した。学業のために高校時代に休業をして、3年時にBOYS AND MEN研究生に加入。その運営事務所であるフォーチュンエンターテイメントの所属となる。BOYS AND MEN研究生の選抜ユニットとして結成された祭nine.のメンバーとなって、ダンスリーダー、パフォーマンスリーダーをつとめた。2020年6月に祭nine.を脱退して、フォーチュンエンターテイメントを退所。7月にTENKIと改名し、ソロのシンガーソングライター、およびユニット「Re:label」として活動する。身長は166cm、血液型はB型。

## 略歴

### 子役、BOYS AND MENとして
3歳の頃に名古屋の芸能事務所セントラルジャパンに入所した。名古屋の劇団に入り、演技レッスンも受けていた。幼いときからアーティストになりたいという気持ちがあり、子役モデルの傍ら、ダンスパフォーマンスユニットを結成して歌やダンスの活動をしていた。ユニットのメンバーには、のちに一緒にBOYS AND MENの初期メンバーとなる平野紫耀と平松賢人がいた。
2010年、平野と平松、ほかに当時同じセントラルジャパン所属であった田中俊介らとともに、BOYS AND MENの前身プロジェクト『IKEMEN PROJECT』にエントリー。4月に開催された第1回公開オーディションに参加して、BOYS AND MENの初期メンバーとなる。中学生であったことから活動はやや限られていた。2012年に派生ユニット・チームSのメンバーとなり、常設劇場でのライブ・イベントを中心に活動する。また、個人では2011年から2年間『中学生日記』に生徒役として出演した。活動を続けていくなかで「前に出られない」といった悩みを抱えて、何か特技を身につけたいと考えるようになり、料理を得意とする小林豊の影響もあり、料理を学ぶ高校に進む道を選んだ。
高校に入学した2013年4月に、学業に専念するために3年間BOYS AND MENの活動を休止することを個人ブログで報告した。復帰の意思があることを表してはいたが、BOYS AND MENの公式サイトから清水のプロフィールは消えて、以降のBOYS AND MENは清水を含まない人数（13人→11人）を公言する。2014年春に、事務所の誘いでBOYS AND MENの舞台『ホワイト☆タイツ』再演に出演することになり、その際に「現在は学業専念中」であるとBOYS AND MENサイドから説明された。このときにBOYS AND MENのプロデューサーである谷口誠治から、「いつでも戻って来いよ」と言われたという。この頃からBOYS AND MENが売れ始めて、もとから料理の仕事に就くつもりで進学したわけではなくグループと芸能活動に戻りたかった清水は焦りを感じていた。清水の通っていた高校では卒業後に料理の道に進まないことは前代未聞であったといい、進路をめぐって学校を辞めたいと申し出たこともあった。家族や学校と話し合い、学校の理解を得て、料理の勉強と芸能活動復帰に向けたレッスンとを両立する。所属ユニットのチームSは、自身の休業中に消失した。

### BOYS AND MEN研究生、祭nine.として
高校3年時の2015年に、BOYS AND MENに復帰ではなく、同年代であるBOYS AND MEN研究生に加入することとなる。12月27日に開催されたBOYS AND MEN研究生のワンマン・ライブにおいて活動復帰となった。愛称はBOYS AND MEN時代から呼ばれていた「タカ」。テーマカラーは紫色、テーマフラワーはトルコキキョウ、と設定された。加入後すぐに初参加のシングル『ボクたちのONE』がリリースされて、以降、寺坂頼我・野々田奏に加わってグループ内のメインボーカル、フロントメンバーの1人となって活動する。2016年3月に高校を卒業して、調理師免許を取得した。同年に上演された舞台『ホワイト☆タイツ』において、かつて田中俊介が演じたメインキャラクター、安藤芳樹の役に就く。夏期に開催された『BOYS AND MEN研究生 人気投票』で、寺坂、野々田に続く3位にランクインした。
2017年3月に、BOYS AND MEN研究生の選抜ユニットととして結成された祭nine.のメンバーとなる。引き続き寺坂・野々田とともにメインボーカルを担い、ダンスリーダー、パフォーマンスリーダーを担った。グループでは神田陸人とともに最年長のメンバーで、他のメンバーからは「兄貴」的な存在、まとめ役、などと言われた。同年にテレビドラマ『サチのお寺ごはん』で、料理を習う大学生・小木役としてはじめて連続ドラマにレギュラー出演。以後も祭nine.として、グループの歌手活動を中心に活動する。単独の出演として、『サチのお寺ごはん』のほか、中京テレビの情報番組『はやりば』レギュラー、ドラマ『ミナミの帝王ZERO』の拓馬役、などがある。
2020年6月20日、同月30日付で祭nine.からの脱退と所属事務所を退社することを発表した。脱退の理由として、「自分の音楽、様々なことをやっていきたい。そのために沢山勉強して吸収したいということを何年も前から考えていた。」といった説明をしている。

### ソロ活動
2020年7月1日、名の天規（たかのり）の読み方を変えて「転機」とかけたTENKIと改名し、ソロ活動をはじめる。BOYS AND MEN研究生の元メンバー、せつら（「北川せつら」から改名）と同じインディーズレーベル・Spillover Recordsに所属し、10月にファースト・ソロ・シングル『Shutter』をリリースした。2021年から、せつらと結成したユニット「Re:label」（リラベル）としても活動する。
2022年、自主レーベル・Re:label Recoredsを立ち上げ、活動中。

## 作品
グループ在籍時の作品は各記事を参照のこと
シングル
- Shutter（2020年、Spillover Records）
- Sing Out（2020年）

Re:label
- ≠（2021年）
- 旅の続き/強がり（2022年）

## 出演

### テレビドラマ
- 中学生日記（2010年 - 2012年、NHK名古屋）[13]
- サチのお寺ごはん（2017年7月 - 9月、メ〜テレほか） - 小木武徳 役
- ボイメン新世紀 祭戦士ワッショイダー（2018年4月 - 6月、CBCテレビほか） - 清水天規 / ワッショイダーパープル 役[37]
- ミナミの帝王ZERO（2019年4月 - 6月、関西テレビ） - 月島拓馬 役

### その他のテレビ番組
BOYS AND MEN研究生、祭nine.の出演については該当記事を参照。
- はやりば（2017年10月[29] - 2018年3月、中京テレビ）
- ボイメン体操（2018年9月[29] - 2020年、CBCテレビ） - たかぼーお兄さん

### ラジオ
- ゲツモク!（2019年4月 - 2020年6月、エフエム三重）[38]
- Re:labelのTalkin' Lush!（2021年10月 - 、エフエム愛知）

### 配信ドラマ
- FUN HOUSE（2018年）タカノリ 役
- 星屑リベンジャーズ 第9話（2018年） - 清水天規 役

### 舞台
- ストレートドライブ!（2010年 - 2011年）
- ホワイト☆タイツ（2011年 - 2012年・2014年・2016年）
- ボイメンステージ 諦めが悪い男たち〜NEVER SAY NEVER〜（2020年） - 小野寺元 役[39]

### 映画
- BOYS AND MEN 〜One For All, All For One〜（2016年） - 清水天規 役[40]
- 祭りの後は祭りの前（2020年） - 紫山 役[41][42]

### その他
- 『ライフアフター』 WebCM（2019年）[43]